# Thượng Hòa
Thượng Hòa là xã miền núi thuộc huyện Nho Quan, tỉnh Ninh Bình, Việt Nam.

## Địa lý
Xã Thượng Hoà nằm bên sông Hoàng Long, cách trung tâm thành phố Ninh Bình 25 km, có vị trí địa lý:
- Phía Đông giáp huyện Gia Viễn
- Phía Nam giáp xã Thanh Lạc
- Phía Tây giáp các xã Văn Phong và Lạng Phong
- Phía Bắc giáp các xã Lạc Vân và Đức Long.

Xã Thượng Hòa có diện tích 11,07 km², dân số năm 2019 là 6.297 người, mật độ dân số đạt 569 người/km².

## Du lịch
Xã Thượng Hòa có động Vân Trình là động đá tự nhiên đẹp, được đưa vào khai thác du lịch theo tour suối Kênh Gà - động Vân Trình.